# Verna
Verna ist ein Ortsteil der Gemeinde Frielendorf im nordhessischen Schwalm-Eder-Kreis.

## Geographische Lage
Verna liegt etwa 2,5 km nordnordöstlich des Hauptortes am Nordwestrand des Knüllgebirges und grenzt direkt an das südlich gelegene Allendorf. Durchflossen wird es vom Efze-Zufluss Ohebach. Südöstlich vorbei am Dorf verläuft die Bundesstraße 254, von der im Süden die Landesstraße 3148 abzweigt und nach Norden durch Allendorf und Verna führt.

## Geschichte

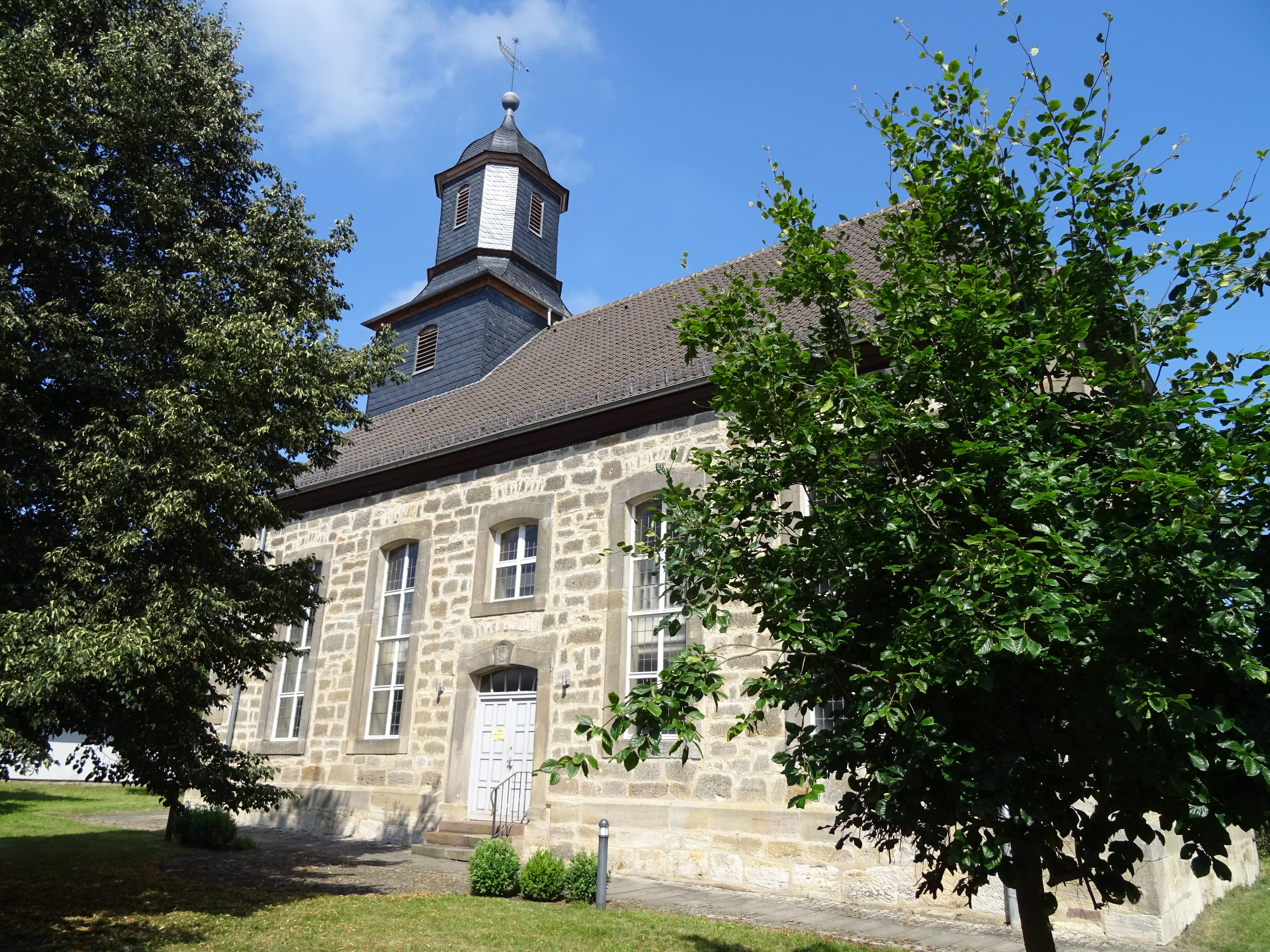
Evangelische Kirche Verna

Die älteste bekannte schriftliche Erwähnung von Verna erfolgte unter dem Namen Firne im Breviarium Sancti Lulli der Abtei Hersfeld. Sie wird in die Zeit 775–786 datiert. Die Ableitung erfolgt aus einem zwischen 802 und 815 zusammengestellten Verzeichnis des zur Zeit des Erzbischofs Lul an das Kloster Hersfeld geschenkten Grundbesitzes. Verna wird im Breviarium mit folgenden Worten erwähnt: "IN PAGO HASSORUM IN VILLA FIRNE" (im Hessengau im Ort Verna). Dabei handelt es sich um Grundbesitz, der am 5. Januar 775 mit der Übergabe des Klosters Hersfeld an Karl den Großen erfolgte.
Die Schreibweise des Ortsnamens erscheint in historischen Dokumenten im Laufe der Jahrhunderte in vielfach abgewandelter Form: Firne (um 800), Ferene, Ferena, Verne (9. Jahrhundert), Virne (1197), Veirne (1230), Wirnawe (1257), Werne (1272), Verny (1371), Ffernne (1462), Ferna (1501), Fernna (1534), Ferna (1548), Verna (1575/85), Fern (1618).
Zum 1. Januar 1974 wurden im Zuge der Gebietsreform in Hessen kraft Landesgesetz die beiden Großgemeinden Frielendorf und Grenzebach (das sich am 31. Januar 1971 aus den Gemeinden Leimsfeld, Obergrenzebach und Schönborn gebildet hatte) mit den bisher selbständig gebliebenen Gemeinden Allendorf, Großropperhausen, Leuderode, Spieskappel und Verna zu einer wiederum neuen Großgemeinde Frielendorf zusammengeschlossen. Sitz der Gemeindeverwaltung wurde  Frielendorf. Für die ehemals eigenständigen Gemeinden von Frielendorf wurde je ein Ortsbezirk mit Ortsbeirat und Ortsvorsteher nach der Hessischen Gemeindeordnung gebildet.

## Bevölkerung

### Einwohnerstruktur 2011
Nach den Erhebungen des Zensus 2011 lebten am Stichtag, dem 9. Mai 2011, in Verna 693 Einwohner. Darunter waren 9 (1,3 %) Ausländer.
Nach dem Lebensalter waren 114 Einwohner unter 18 Jahren, 270 zwischen 18 und 49, 162 zwischen 50 und 64 und 144 Einwohner waren älter. Die Einwohner lebten in 309 Haushalten. Davon waren 87 Singlehaushalte, 81 Paare ohne Kinder und 102 Paare mit Kindern, sowie 33 Alleinerziehende und 6 Wohngemeinschaften. In 60 Haushalten lebten ausschließlich Senioren und in 195 Haushaltungen lebten keine Senioren.

### Einwohnerentwicklung
| Quelle: Historisches Ortslexikon |                                                           |
| • um 1490:                       | 13 wehrhafte Männer (7 Pflüge)                            |
| • 1537:                          | 9 Hübner, 11 Köttner, 20 Beisassen                        |
| • 1575/85:                       | 52 Hausgesesse                                            |
| • 1639:                          | 17 verheiratete, ein lediger, ein verwitweter Hausgesesse |
| • 1681:                          | 22 Hausgesesse, zwei Ausschuss, ein Junggeselle           |
| • 1742/47:                       | 68 Häuser bzw. Hausgesesse                                |

| Verna: Einwohnerzahlen von 1768 bis 2017 | Verna: Einwohnerzahlen von 1768 bis 2017 | Verna: Einwohnerzahlen von 1768 bis 2017 | Verna: Einwohnerzahlen von 1768 bis 2017 | Verna: Einwohnerzahlen von 1768 bis 2017 |
| --- | ---------------------------------------- | ---------------------------------------- | ---------------------------------------- | ---------------------------------------- |
| Jahr |                                          |                                          |                                          | Einwohner                                |
| 1768 | 1768                                     |                                          | 345                                      | 345                                      |
| 1800 | 1800                                     |                                          | ?                                        | ?                                        |
| 1834 | 1834                                     |                                          | 547                                      | 547                                      |
| 1840 | 1840                                     |                                          | 603                                      | 603                                      |
| 1846 | 1846                                     |                                          | 638                                      | 638                                      |
| 1852 | 1852                                     |                                          | 632                                      | 632                                      |
| 1858 | 1858                                     |                                          | 611                                      | 611                                      |
| 1864 | 1864                                     |                                          | 597                                      | 597                                      |
| 1871 | 1871                                     |                                          | 574                                      | 574                                      |
| 1875 | 1875                                     |                                          | 604                                      | 604                                      |
| 1885 | 1885                                     |                                          | 583                                      | 583                                      |
| 1895 | 1895                                     |                                          | 606                                      | 606                                      |
| 1905 | 1905                                     |                                          | 576                                      | 576                                      |
| 1910 | 1910                                     |                                          | 576                                      | 576                                      |
| 1925 | 1925                                     |                                          | 892                                      | 892                                      |
| 1939 | 1939                                     |                                          | 1.064                                    | 1.064                                    |
| 1946 | 1946                                     |                                          | 1.468                                    | 1.468                                    |
| 1950 | 1950                                     |                                          | 1.517                                    | 1.517                                    |
| 1956 | 1956                                     |                                          | 1.395                                    | 1.395                                    |
| 1961 | 1961                                     |                                          | 1.384                                    | 1.384                                    |
| 1967 | 1967                                     |                                          | 1.518                                    | 1.518                                    |
| 1980 | 1980                                     |                                          | ?                                        | ?                                        |
| 1990 | 1990                                     |                                          | ?                                        | ?                                        |
| 2000 | 2000                                     |                                          | ?                                        | ?                                        |
| 2011 | 2011                                     |                                          | 693                                      | 693                                      |
| 2017 | 2017                                     |                                          | 742                                      | 742                                      |
| Datenquelle: Historisches Gemeindeverzeichnis für Hessen: Die Bevölkerung der Gemeinden 1834 bis 1967. Wiesbaden: Hessisches Statistisches Landesamt, 1968. Weitere Quellen: LAGIS; Gemeinde Frielendorf, Zensus 2011 |                                          |                                          |                                          |                                          |

### Historische Religionszugehörigkeit
| Quelle: Historisches Ortslexikon |                                                                     |
| • 1861:                          | 596 evangelisch-reformierte, zwei katholische Einwohner.            |
| • 1885:                          | 583 evangelische (= 100 %) Einwohner                                |
| • 1961:                          | 1263 evangelische (= 91,23 %), 107 katholische (= 7,73 %) Einwohner |

### Historische Erwerbstätigkeit
| • 1961 | Erwerbspersonen: 135 Land- und Forstwirtschaft, 340 Produzierendes Gewerbe, 41 Handel und Verkehr, 42 Dienstleistungen und Sonstiges |

## Politik
Für Verna  besteht ein Ortsbezirk (Gebiete der ehemaligen Gemeinde Verna) mit Ortsbeirat und Ortsvorsteher nach der Hessischen Gemeindeordnung. Der Ortsbeirat besteht aus neun Mitgliedern.
Bei den Kommunalwahlen in Hessen 2021 betrug die Wahlbeteiligung zum Ortsbeirat Verna 62,9 %. Alle Kandidaten gehörten der „Ortsliste Verna“ an. Der Ortsbeirat wählte Volker Vaupel zum Ortsvorsteher.

## Kulturdenkmäler
Für die unter Denkmalschutz stehenden Gebäude im Ort siehe die Liste der Kulturdenkmäler in Verna.

## Persönlichkeiten
- Klaus Ganz (* 1955), Fußballspieler